# 조엘 실버
조엘 실버(Joel Silver, 1952년 7월 14일 ~ )는 뉴저지주 사우스오렌지에서 태어난 할리우드의 영화 제작자이다. 수많은 흥행 작품을 기획하였으며 주로 워너브라더스의 작품을 제작하였다. 주요 작품으로는 리썰 웨폰, 다이하드, 매트릭스, 프레데터, 셜록 홈즈, 코만도, 스트리트 오브 파이어, 스워드피시가 있다.

## 작품 목록

### 제작 작품
- 데몰리션 맨 (1993년)
- 파이널 디씨전 (1996년)
- 컨스피러시 (1997년)